# Каратаев, Гурий Сергеевич
Гу́рий Серге́евич Карата́ев (1910—1983) — заслуженный строитель РСФСР, профессор.

## Биография
Родился в 1910 году в Санкт-Петербурге. Русский. Окончил Ленинградский политехнический институт.
Член ВКП(б) с 1930 года. В 1930-е годы был организатором кружка молодых коммунистов, студентов ряда ленинградских вузов, в который входили Михаил Дмитриевич Войнов, Алексей Николаевич Косыгин, Алексей Александрович Кузнецов.
С 1937 года по 1957 год служил в органах Народного комиссариата внутренних дел СССР. Закончил службу в звании инженер-полковника.
Участник и инвалид советско-финской войны 1939—1940 гг. и Великой Отечественной войны, заслуженный строитель РСФСР, профессор.
На фронтах ВОВ с 3 июля 1941 года(Волховской фронт).
Приказом ВС 2-го Прибалтийского фронта №: 154/н от: 20.10.1944 года инженер-майор Каратев Г. С.,начальник отдела НКВД по делам военнопленных при начальнике тыла 2-го Прибалтийского фронта, награждён орденом Красной Звезды за «образцовую постановку учета, содержание и конвоирования военнопленных, захваченных войсками фронта с февраля 1944 года, в количестве свыше 4000 человек без единого случая побега».
Проходил по «Ленинградскому делу» как близкий друг и родственник секретаря ЦК КПСС Алексея Александровича Кузнецова (расстрелян в 1950 году). По этому делу был сослан в Сибирь на строительство Ангарской ГЭС. После расстрела Берии в 1953 году восстановлен в правах, возвращён в Ленинград и назначен заместителем начальника УНКВД по Ленинграду и области.
С 1957 года по 1967 год руководил строительством и был основателем и первым директором Всесоюзного научно-исследовательского института землеройных машин (ВНИИЗЕММАШ), которому в 80-х годах было присвоено его имя.
Награждён в 1980-е годы золотым значком — 50 лет в КПСС.
Награждён орденами и медалями.

## Награды
- Орден Красной Звезды
- 2 ордена Отечественной войны
- Медаль «За победу над Германией в Великой Отечественной войне 1941—1945 гг.»